# Dwingeloo 2
Dwingeloo 2 — маленькая неправильная галактика, открытая в 1996 году и расположенная на расстоянии около 10 миллионов световых лет от Солнца. Галактика была открыта в рамках проекта DOGS (англ. Dwingeloo Obscured Galaxy Survey) при исследовании зоны избегания. Dwingeloo 2 является галактикой-спутником Dwingeloo 1.
Dwingeloo 2 была впервые обнаружена в радиодиапазоне в радиолинии нейтрального водорода (21 см) в ходе наблюдений после открытия Dwingeloo 1.
Dwingeloo 2 считается членом группы галактик IC 342/Maffei, смежной с Местной группой. Галактика удаляется от Млечного Пути со скоростью около 241 км/с.
Видимый радиус Dwingeloo 2 составляет около 2', что на расстоянии около 3 Мпк соответствует радиусу 2 кпк. Галактика имеет хорошо выраженный вращающийся диск нейтрального водорода, наклонённый на угол около 69° относительно наблюдателя. Распределение нейтрального водорода довольно неоднородное. Наличие нейтрального водорода зарегистрировано на расстоянии около 3,2 кпк от центра галактики. Полная масса галактики в пределах данного радиуса составляет 2,3 миллиарда масс Солнца, что в 5 раз меньше полной массы Dwingeloo 1; масса нейтрального водорода оценивается в 100 миллионов масс Солнца.
Неправильная структура Dwingeloo 2 по всей видимости связана с взаимодействием с более крупной галактикой Dwingeloo 1, которая расположена в 24 кпк от Dwingeloo 2.